# Planeta hiceànic

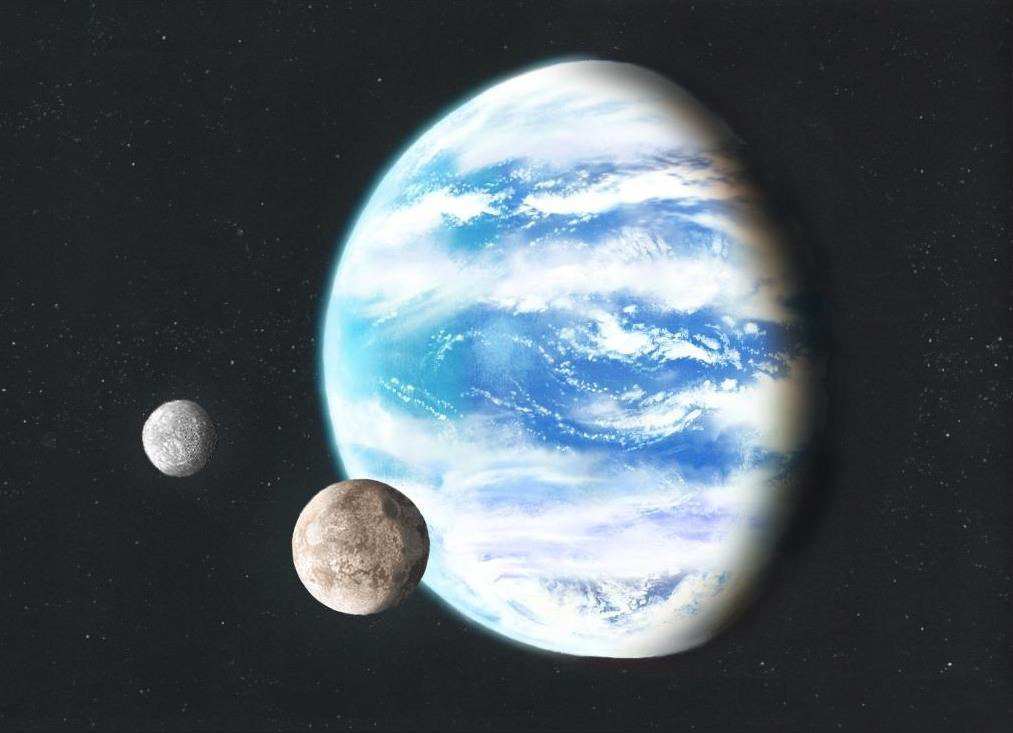
Aspecte hipotètic d'un planeta hiceànic amb dos satèl·lits naturals (visió artística).

Un planeta hiceà − dels mots hidrogen i oceà − és un tipus hipotètic de planeta habitable descrit com un planeta oceànic calent, amb una atmosfera rica en hidrogen possiblement capaç de mantenir vida. Segons alguns investigadors, basant-se en densitats panetàries, els planetes hiceàns poden incloure tant superterres rocoses com minineptuns (com K2-18b i TOI-1231 b), i, com a resultat, s'espera obtenir un nombre més gran d'exoplanetes possiblement habitables o amb formes de vida originals.
Els planetes hiceàns poden ser "significativament més grans respecte d'estimacions anteriors per planetes habitables, amb radis tan grans com 2.6 R🜨 (2.3 R🜨) per una massa de 10 M🜨 (5 M🜨)". També les zones d'habitabilitat d'aquests planetes poden ser "significativament més amples que la zona d'habitabilitat d'un planeta terrestre". La temperatura d'equilibri planetària relacionada pot arribar fins als 500 K (227 °C; 440 °F) aproximadament "per nanes marró tardanes".
A més, els planetes amb rotació síncrona podrien ser mons "hiceàns foscos" (condicions habitables només en el seu costat fosc permanent) o mons "hiceàns freds" (per raó de tenir una irradiació insignificant). Els planetes hiceàns seran estudiats aviat cercant biosignatures mitjançant telescopis terrestres així com telescopis espacials, com el Telescopi espacial James Webb (JWST), el llançament del qual es va produir el 25 de desembre de 2021.

## Història
La idea d'un planeta hiceà va presentar-se l'agost del 2021 per astrònoms de l'Institut d'Astronomia, Universitat de Cambridge, basant-se en els estudis sobre atmosferes i densitats planetàries, i propietats relacionades (masses, radis i temperatures), incloent-hi el potencial d'habitabilitat, així com zones habitables respecte llurs estels hostes, i la possibilitat de detectar biosignatures en aquests mons.